# Raionul Tulcin, Vinnița (2020-)
Raionul Tulcin este un raion din regiunea Vinița din Ucraina, format în 2020. Reședință este orașul Tulcin. Raionul are o suprafață de 3856,4 km2 (14,6% din suprafața regiunii) și o populație de 154,8 mii locuitori (2020).

## Istorie
Raionul a fost creat în conformitate cu decizia Radei Supreme a Ucrainei № 807-IX din 17 iulie 2020. Cuprinde hromada urbană Tulcin, hromadele rurale Horodkivka și Studena, hromadele urban-rurale Krîjopil, Brațlav, Pișceanka, Vapnearka, Tomașpil și Spîkiv. 
În trecut teritoriul raionului făcea parte din raioanele Tulcin, Krîjopil, Pișceanka, Nemîriv și Tomașpil desființate prin aceeași decizie.